# Mirror Mirror (filme)
Mirror Mirror (bra: Espelho, Espelho Meu; prt: Espelho Meu, Espelho Meu! Há Alguém Mais Gira do que Eu?) é um filme estadunidense de 2012, do gênero fantasia, aventura e comédia dramática; dirigido por Tarsem Singh, com roteiro de Jason Keller e Melissa Wallack. Foi baseado no conto de fadas Branca de Neve, compilado pelos irmãos Grimm.
O filme recebeu uma indicação ao Oscar de Melhor Figurino.

## Elenco
- Julia Roberts como Rainha Clementianna
- Lily Collins como Branca de Neve
- Armie Hammer como o Príncipe Andrew Alcott
- Nathan Lane como Brighton
- Sean Bean como o Rei, o pai de Branca de Neve
- Michael Lerner como O Barão
- Mare Winningham como Margaret Baker
- Robert Emms como Renbock
- Mark Povinelli como Half-Pint
- Danny Woodburn como Grimm
- Jordan Prentice como Napoleão
- Ronald Lee Clark como Chuckles
- Sebastian Saraceno como O Lobo
- Martin Klebba como Butcher
- Joe Gnoffo como Grub
- Bonnie Bentley como Caroline
- Nadia Verrucci como Servo

## Produção

### Escolha do elenco
Julia Roberts foi a primeira a ser escolhida, pois desde muito cedo Tarsem Singh queria uma rainha malvada com quem o público pudesse se relacionar. Ele afirmou que no filme, a rainha não é malvada, mas sim insegura. Ele também revelou que a feiura verdadeira da rainha é revelada no final do filme.
Originalmente Saoirse Ronan foi cotada para o papel de Branca de Neve, mas a diferença de idade entre ela e Armie Hammer era grande, pois na época ele tinha 25 anos e ela 17. Também foi oferecido o papel à Felicity Jones, mas ela recusou. Lilly Collins acabou sendo escalada para o papel.

### Filmagens
As filmagens de Mirror Mirror começaram no dia 20 de junho de 2011, em Montreal, Quebec, sob o título provisório de Projeto Branca de Neve. A produção do filme ficou enrolada em meados de setembro. O filme foi oficialmente intitulado Mirror Mirror em 4 de novembro de 2011. O primeiro trailer foi lançado em 30 de novembro de 2011, em parceria com a Relativity Media e Trailer Park.[carece de fontes?] O pôster foi liberado no mesmo dia.
Relativity Media anunciou custo final do filme como sendo de 85 milhões de dólares, embora um artigo no Los Angeles Times disse que o orçamento verdadeiro era próximo dos 100 milhões de dólares.

### Lançamento
O filme foi lançado em 30 de março de 2012 nos cinemas americanos. O lançamento do filme estava previsto originalmente para o dia 16 de março de 2012, mas foi adiado para 30 de março.

### Bilheteria
No dia do lançamento, o filme lucrou cerca de 5,8 milhões de dólares, ficando em terceiro lugar em lucro de bilheteria, atrás somente dos filmes Jogos Vorazes e Fúria de Titãs. Em sua semana de estréia, o filme arrecadou 18,1 milhões de dólares, mantendo sua terceira posição na bilheteria. Durante o tempo em cartaz no cinema, Espelho Espelho Meu arrecadou 64,9 milhões dólares na América do Norte e 97,9 milhões de dólares no restante do mundo, elevando seu total mundial para 162,8 milhões dólares.

### Recepção
O filme recebeu críticas mistas. No Rotten Tomatoes o filme detém atualmente uma classificação de 49%, com uma pontuação média de 5.6/10 baseado em 172 comentários. Consenso geral do site é que "Como a maioria dos filmes de Tarsem Singh, Mirror Mirror é inegavelmente bonito — mas o seu tratamento da antiga fábula Branca de Neve carece de profundidade ou originalidade suficiente para configurá-lo para além das inúmeras outras adaptações do conto". No Metacritic, que atribui uma classificação média ponderada de 100 comentários de críticos de cinema, tem uma pontuação média de 46 dos 34 comentários, o que indica "Comentários mistos ou média".
Robbie Collin do jornal britânico The Telegraph deu ao filme quatro estrelas, descrevendo-o como "um conto de fadas exuberantemente encantador que deve tanto as ilustrações retorcidas de contos folclóricos de conto de Arthur Rackham quanto à loucura teatral e saturada daquale meio amado, meio temido filme de fantasia da Alemanha Oriental The Singing Ringing Tree. É uma obra de Grimm, mas longe de ser sombria: sem requentar a versão animada da Disney, irradia beleza e bom humor, com uma intensidade quase nuclear". Collin elogiou o trabalho da figurinista Eiko Ishioka, dizendo que "cada roupa em Mirror Mirror é uma obra-prima". Ele concluiu que o filme é "o oposto do impetuosa, caótica e desanimadoramente popular Alice no País das Maravilhas de Tim Burton: aqui, a arte do elenco e da equipe salta para fora da tela, e não gráficos de computador em 3D".

### Mídia física
Mirror Mirror foi lançado em DVD e Blu-ray em 26 de junho de 2012.

## Prêmios e nomeações
| Prêmio                   | Categoria                                      | Recebeu       | Resultado | Ref.   |
| ------------------------ | ---------------------------------------------- | ------------- | --------- | ------ |
| 2012 Teen Choice Awards  | Choice Movie: Ficção Científica/Fantasia       |               | Indicado  | [ 19 ] |
| 2012 Teen Choice Awards  | Choice Movie Atriz: Ficção Científica/Fantasia | Lily Collins  | Indicado  | [ 19 ] |
| 2013 Kids' Choice Awards | Vilã Favorita                                  | Julia Roberts | Indicado  | [ 20 ] |
| 85th Academy Awards      | Melhor Figurino                                | Eiko Ishioka  | Indicado  | [ 21 ] |